# Llengües tonals al món

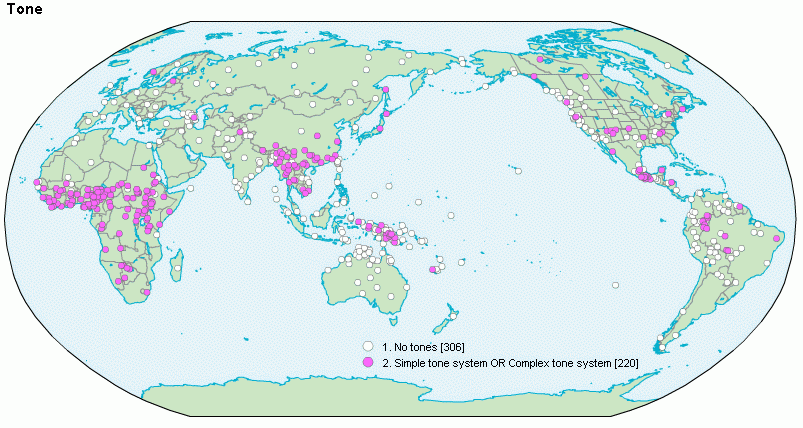
Distribució de les llengües tonals al llarg del món

Una llengua tonal és una llengua en què el contorn de la freqüència fonamental amb què es pronuncia cada síl·laba serveix per a crear contrasts fonològics i parells mínims.

## Distribució
El to és una característica fonològica que apareix en tots els continents, tot i que l'exemple típic són les llengües xineses d'Àsia. Un estudi sobre un ampli conjunt de llengües comprova que prop del 40% de les llengües són tonals. Malgrat la seua àmplia difusió al món, les llengües tonals es concentren bàsicament en cinc zones:
1. Extrem Orient (família sinotibetana, vietnamita)
2. Àfrica occidental subsahariana i llengües bantus
3. Nova Guinea
4. Mesoamèrica (llengües otomang) i llengües na-dené a Amèrica del Nord
5. Moltes llengües i famílies de la selva amazònica

Entre les llengües europees, el suec té dos tons (greu o baix i agut o alt) que són contrastius en els mots d'un lexema, a diferència dels composts.

## Exemples
El xinès mandarí és un idioma tonal. Té quatre tons principals:
- El primer to, que es pronuncia de manera sostinguda, sense variació.
- El segon to, que comença baix i acaba alt, tal com fem en català quan formulem una pregunta.
- El tercer to, que comença mitjà, després baixa molt i acaba alt.
- El quart to, que comença agut i acaba baix.
- El to neutre, que es caracteritza per ser curt, usat bàsicament en partícules auxiliars (tot i que en realitat el to de les quals depén del to de la síl·laba anterior, i n'és el següent o el primer si n'és el quart el de la síl·laba precedent).

Cal dir que el tercer to, tal vegada el més difícil de pronunciar, té la qualitat de convertir-se en un segon to quan el precedeix un altre tercer to, i que quan es pronuncia acompanyat d'altres síl·labes (en la majoria dels casos) no es pronuncia el final elevat, sinó que resta com en un to baix.
La importància de la correcta pronúncia dels tons és gran, perquè pot donar motiu a malentesos i confusions. Per exemple, la síl·laba següent:
- mā, en primer to, significa 'mare' en xinés, entre altres coses.
- má, en segon to, pot significar 'sèsam'.
- mǎ, en tercer to, pot significar 'cavall'.
- mà, en quart to, significa 'renyar'.
- ma, sense to, és una partícula interrogativa. A voltes s'indica sense marca o amb un punt (·) -indicant que no té un contorn específic- i la realització concreta en depén del to de les síl·labes adjacents. Els gramàtics del mandarí es refereixen a aquest to com el to lleuger (輕聲).

Gràcies al to es poden construir oracions inusuals però comprensibles com aquestes:
妈妈骂麻马吗? (en caràcters tradicionals 媽媽罵麻馬嗎?)
māma mà má mǎ ma?
'Està la mare renyant al cavall de sèsam?'
妈妈骂马吗
māma mà mǎ ma
'la mare insulta al cavall?'
En les síl·labes anteriors, però, hi ha uns quants caràcters diferents amb significats també diferents, que veient-los escrits creen dubtes, i en el llenguatge parlat, tot i que sonen igual, es poden distingir pel context.
En canvi, el poema de Zhào Yuánrèn «施氏食獅史» (shīshìshíshīshǐ, o siga 'Poeta menjalleons en el cau') ha de comunicar-se per escrit, perquè verbalment és impossible d'esclarir:
石室诗士施氏，嗜狮，誓食十狮。 施氏时时适市视狮。 十时，适十狮适市。 是时，适施氏适市。 施氏视十狮，恃矢势，使是十狮逝 世。氏拾是十狮尸，适石室。石室湿，氏使侍拭石室。石室拭，氏始试食是十狮。食时，始识是十狮，实十石狮尸。试释是事。
shīshì Shī Shì, shì shī, shì shí shí shī. Shī Shì shíshí shì shì shì shī. shí shí, shì shí shī shì shì. Shì shí, shì Shī Shì shì shì. Shī Shì shì shí shī, shì shì shì, shǐ shì shí shī shìshì. Shì shí shì shí shī shī, shì shíshì. Shíshì shī, Shì shǐ shì shì shíshì. Shíshì shì, Shì shǐ shì shí shì shí shī. Shí shí, shǐ shì shì shí shī, shí shí shí shī shī. Shì shì shì shì.